# Michael Mifsud
Michael Mifsud (* 17. dubna 1981, Pietà, Malta) je maltský fotbalový útočník a bývalý reprezentant, od roku ledna 2021 hráč maltského klubu Mosta FC. V maltském národním týmu nosil kapitánskou pásku.

## Klubová kariéra
Mifsud hrál kopanou mimo rodnou Maltu ještě v Německu, Norsku, Anglii a Austrálii.

## Reprezentační kariéra
10. února 2000 debutoval v A-mužstvu Malty proti Albánii na domácím turnaji Malta International Football Tournament 2000 (prohra 0:1). Mifsud odehrál kompletní utkání. 27. března 2008 vstřelil v přátelském utkání proti Lichtenštejnsku 5 gólů, výrazně tak přispěl k výhře 7:1.
7. června 2013 zařídil svým gólem výhru 1:0 nad Arménií, šlo o jediné vítězství Malty v kvalifikaci na MS 2014. 11. října 2013 nastoupil ve stejném kvalifikačním cyklu na stadionu Ta' Qali proti České republice ke svému 100. zápasu v národním týmu Malty a oslavil jej vstřeleným gólem. Na zisk bodů to však nestačilo, Malta prohrála 1:4. Celkem tedy v kvalifikaci na MS 2014 vstřelil 2 góly (proti Arménii a ČR), Malta skončila se ziskem 3 bodů na posledním 6. místě skupiny B.